# Pachrophylla fumosa
Pachrophylla fumosa är en fjärilsart som beskrevs av Butler 1882. Pachrophylla fumosa ingår i släktet Pachrophylla och familjen mätare. Inga underarter finns listade i Catalogue of Life.